# Madère (DOC)
Pour les articles homonymes, voir Madère (homonymie).
 (décembre 2019).
Améliorez-le ou discutez des points à vérifier. 
Le madère est un vin doux naturel, élevé en rancio, produit dans l'archipel portugais de Madère.

## Histoire

### Période moderne

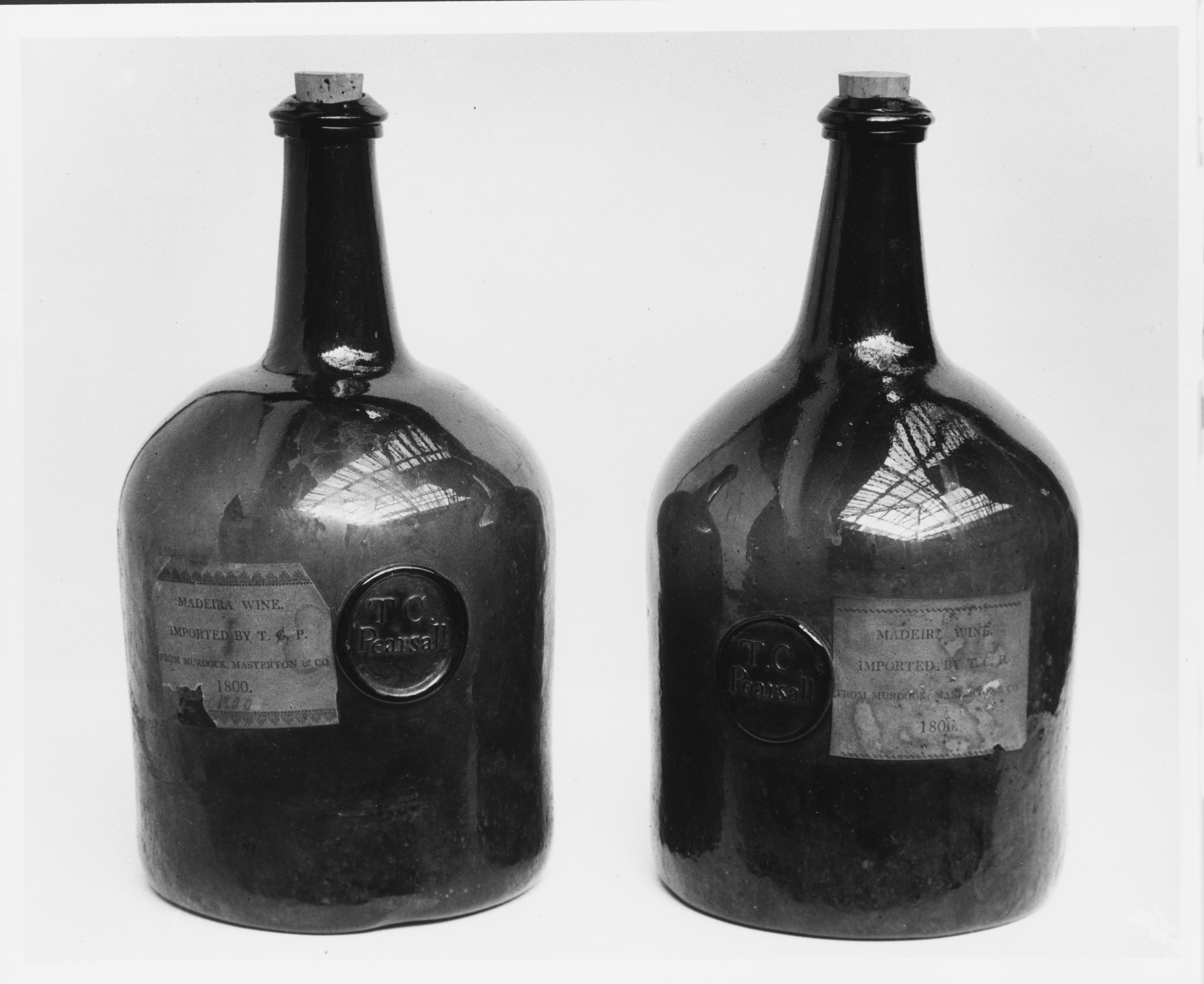
Bouteilles de vin de Madère importées au Royaume-Uni, 1800-1806.

L'alliance commerciale entre le Portugal et l'Angleterre (traité de Methuen 1703) favorise l'exportation du vin. Les Britanniques en promeuvent, à l’origine, le développement et acquièrent progressivement la plus grosse part de ce marché. Ils commencent à l'employer comme ingrédient de cuisine à la même époque. Le madère était le seul vin qui pouvait être exporté vers les colonies britanniques d’Amérique sans transiter par un port britannique. Napoléon Ier, de passage à Madère pendant son voyage vers l’exil de Sainte-Hélène, en reçut en cadeau du gouverneur de l’île[réf. nécessaire].

## Étymologie
Ce mot est issu de l'île de Madère (en portugais Madeira), île de l'océan Atlantique où est élaboré ce vin. Vient du portugais madeira (« bois »), lui-même du latin materia (« matière »).
Il est à l'origine du verbe « madériser ».

## Situation géographique

### Géographie – Géologie
L'île, de forme rectangulaire, a 22 km de largeur sur 58 km de longueur. Elle est née d'une série d'éruptions volcaniques au cours de l'ère tertiaire. Plusieurs volcans, dont le plus élevé, le Pico Ruivo, culmine à 1 861 m, s'alignent grossièrement de la pointe de Tristão, à l'ouest, à celle de São Lourenço, à l'est, en une chaîne hérissée de cônes et dont l'altitude ne s'abaisse en dessous de 1 200 m qu'à ses extrémités. De cette chaîne, les empilements de laves profondément entaillés par des gorges sauvages s'inclinent fortement vers la mer, qui les découpe en falaises impressionnantes, principalement sur la côte nord. Le seul endroit plat est la Paúl da Serra, plateau dénudé situé à 1 400 m d'altitude dans le centre-ouest de l'île.

### Climatologie
Ce petit terroir montagneux, situé en plein océan Atlantique, présente toutefois des différences climatiques importantes. Il est de type méditerranéen et relativement sec du côté de Funchal, en particulier l'été, tandis que les montagnes captent l'humidité et rendent le côté nord beaucoup plus humide (1527 mm de pluie par an à Porto Moniz). En raison de l'insularité, les températures varient peu aussi bien au cours de la journée qu'au cours de l'année et elles sont douces en permanence.
| Mois                                | jan.  | fév.  | mars  | avril | mai   | juin | jui.  | août  | sep. | oct.  | nov. | déc.  | année |
| ----------------------------------- | ----- | ----- | ----- | ----- | ----- | ---- | ----- | ----- | ---- | ----- | ---- | ----- | ----- |
| Température minimale moyenne (°C)   | 13,1  | 12,8  | 13    | 13,4  | 14,6  | 16,5 | 18    | 18,9  | 18,9 | 17,6  | 15,6 | 13,9  | 15,5  |
| Température maximale moyenne (°C)   | 19,1  | 19,1  | 19,5  | 19,6  | 20,9  | 22,3 | 24,3  | 25,6  | 25,7 | 24,2  | 22   | 20    | 21,9  |
| Ensoleillement (h)                  | 167,4 | 171,1 | 204,6 | 225   | 213,9 | 198  | 244,9 | 260,4 | 225  | 204,6 | 168  | 164,3 | 2 447 |
| Précipitations (mm)                 | 103   | 87    | 64    | 39    | 19    | 12   | 3     | 3     | 37   | 75    | 101  | 100   | 643   |
| Nombre de jours avec précipitations | 12    | 11    | 6     | 8     | 5     | 3    | 1     | 2     | 6    | 9     | 11   | 13    |       |

## Vignoble

### Présentation
Le vignoble s'étend sur les communes de :

### Encépagement
- Bastardo.
- Bual ou boal.
- Malvoisie.

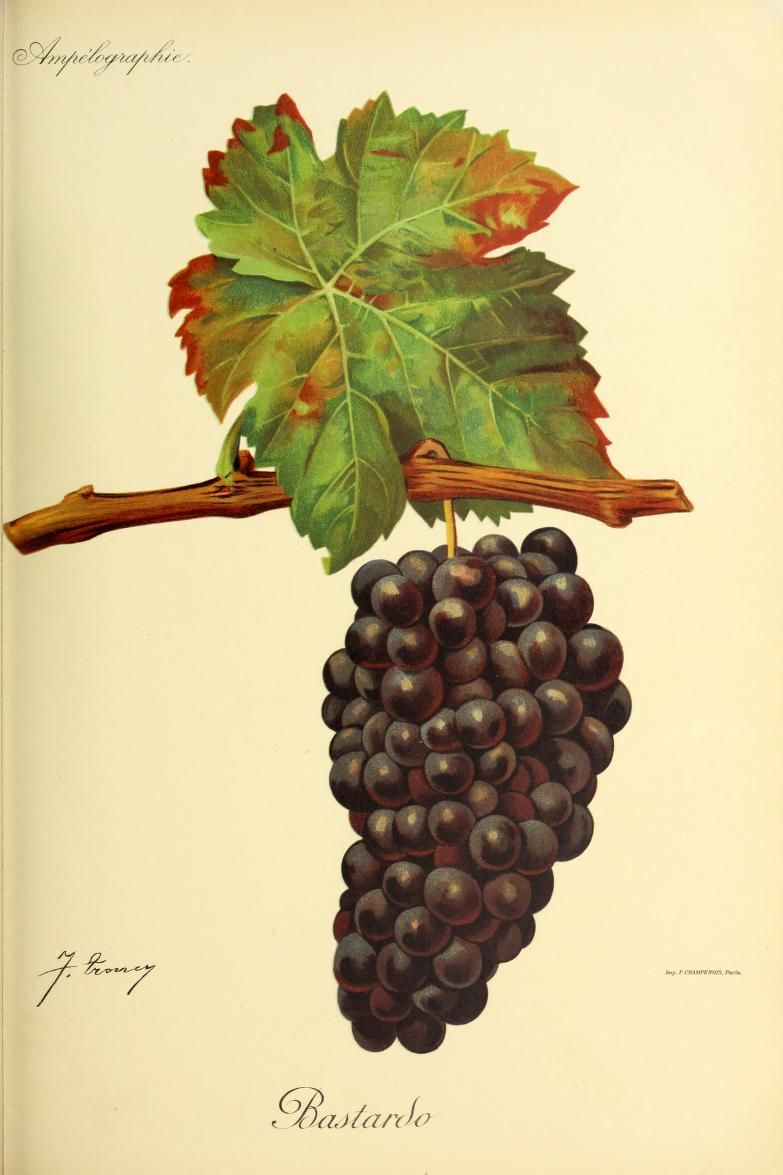
Bastardo.
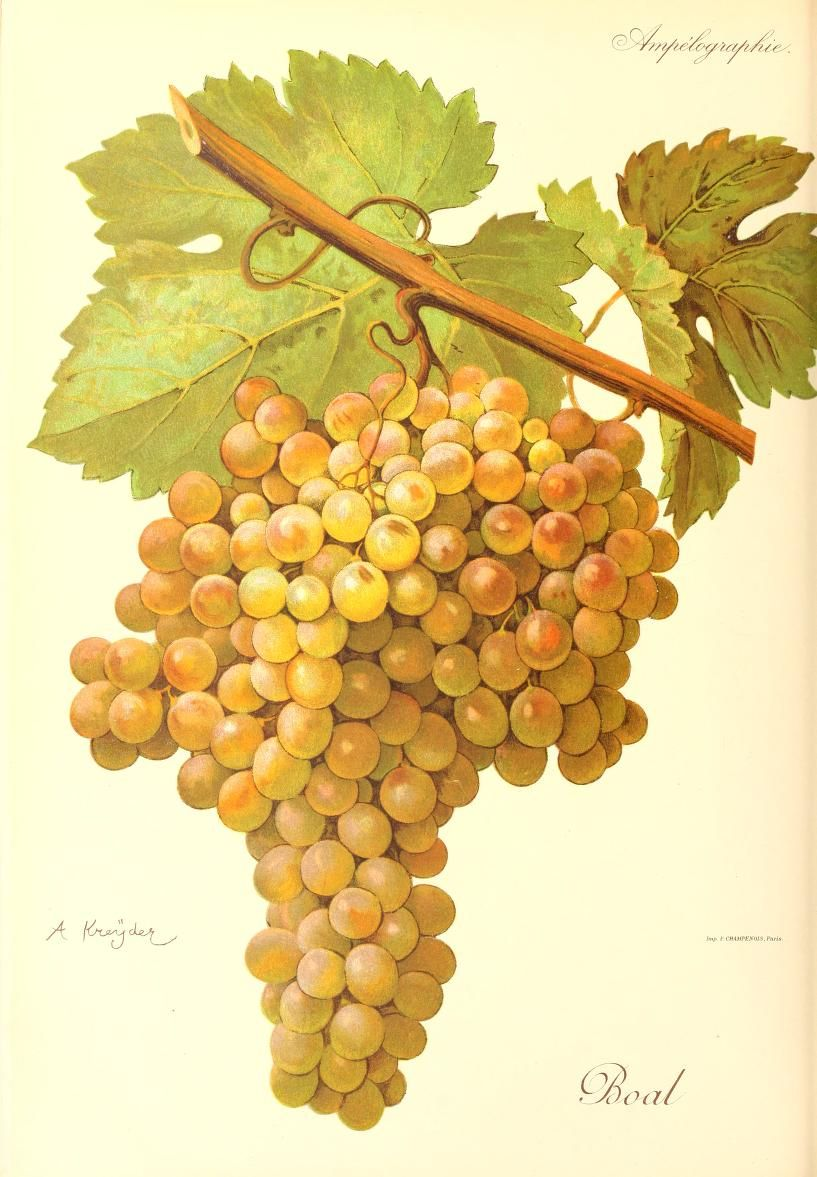
Bual ou boal.
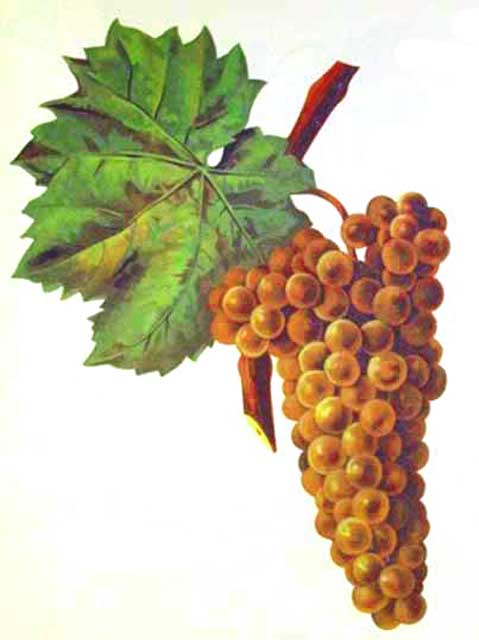
Malvoisie.

- Bual : produit un madère du type demi-doux.
- Malvasia : produit un madère du type doux. Premier cépage à être planté sur l’île.
- Muscat rouge de Madère.
- Sercial : produit un madère du type sec.
- Terrantez : produit un madère entre le type demi-sec et demi-doux.
- Tinta negra mole : s’adapte à la production des différents degrés de douceur.
- Verdelho blanc : produit un madère du type demi-sec.

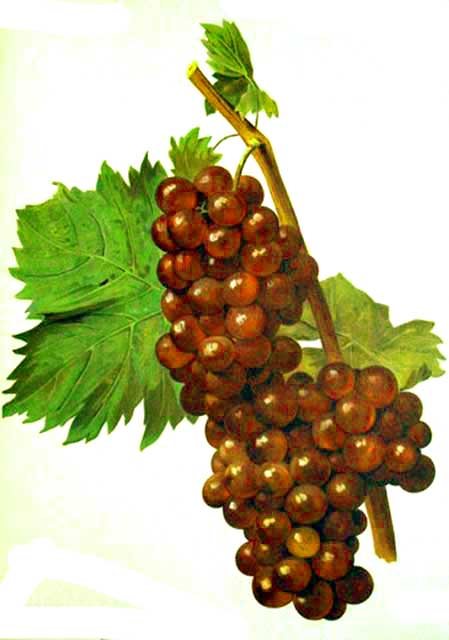
Muscat rouge de Madère.
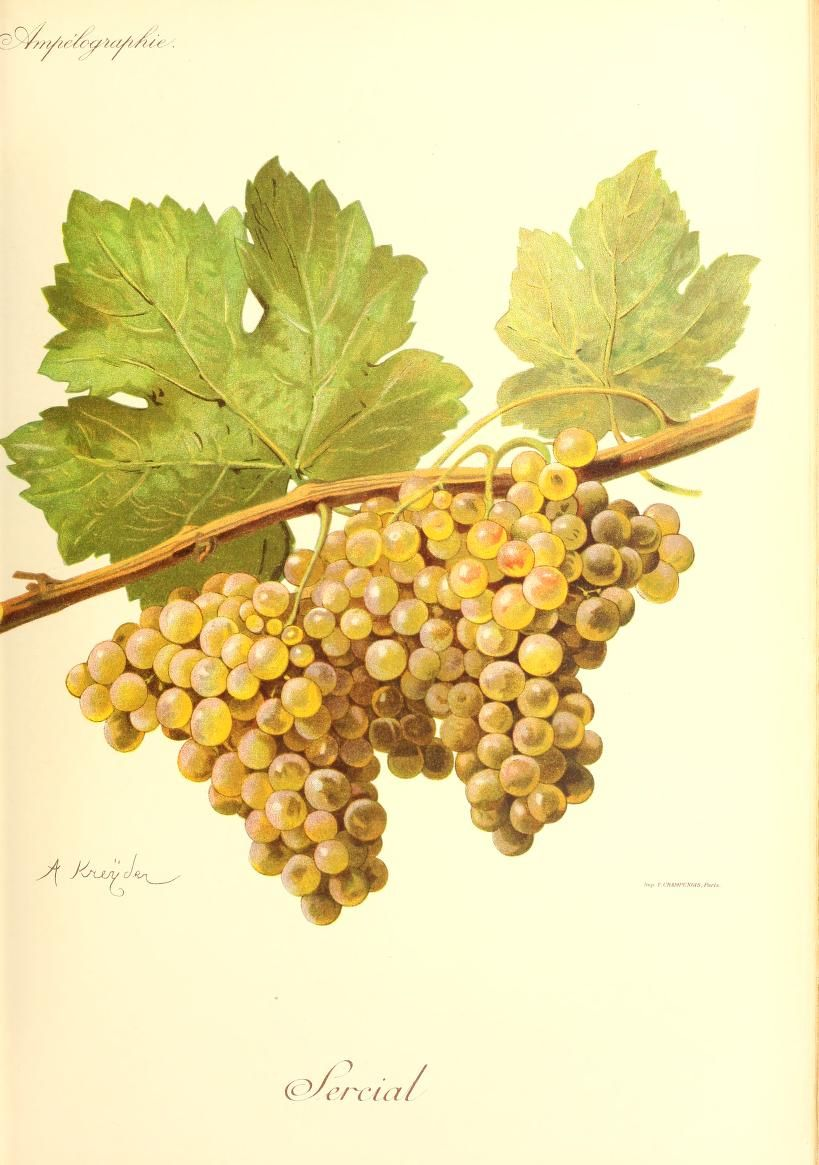
Sercial.
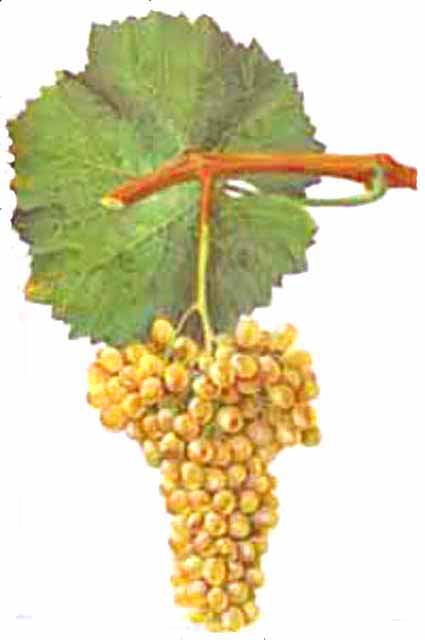
Verdelho.

### Méthodes culturales
À Madère, les vignes sont le plus souvent très hautes et en forme de tonnelles, mais elles existent aussi en espalier.

### Vinification et élevage
Son mode d'élaboration est dû pour une part au hasard : afin de mieux le conserver pendant la navigation sous les tropiques, les Britanniques le complétaient avec de l’alcool de canne à sucre. C’est en constatant que ce mélange, agité pendant des semaines dans les soutes surchauffées des navires, acquérait de remarquables qualités gustatives qu’on tenta de reproduire ces conditions : le vin mélangé d’alcool est brassé et étuvé à 50 °C pendant plusieurs semaines pour produire le madère, titré à 18 °C, et dont on distingue quatre variétés : Malvasia (doux, le plus sucré), bual (mi-doux), verdelho (mi-sec) et sercial (sec). Ce vin peut se conserver pendant des dizaines d’années sans évoluer de façon notable.
La méthode de chauffe, estufa hot sauna, par laquelle le vin est chauffé pendant une période pouvant aller jusqu’à trois mois à une température de 50 °C. Les étuves sont fabriquées à partir de citernes d’acier inoxydable. Le procédé pour les vins malmsey et boal doit être précoce, avec un processus contrôlé pour une fermentation plus longue pour les vins plus secs, tels que le verdelho et le sercial. L’autre méthode traditionnelle s’appelle canteiros, une méthode de vieillissement par laquelle le vin est stocké pendant vingt à cent ans à la chaleur naturelle. Ces méthodes sont toujours utilisées à l’heure actuelle.

### Commercialisation
Ce vin doux naturel est très apprécié à l’exportation.